# Sinumelon marshalli
Sinumelon marshalli är en snäckart som beskrevs av Tom Iredale 1938. Sinumelon marshalli ingår i släktet Sinumelon och familjen Camaenidae. Inga underarter finns listade i Catalogue of Life.